# Curro Guillén
Pour les articles homonymes, voir Guillén.
Francisco Herrera Rodríguez dit « Curro Guillén », né à Utrera (Espagne, province de Séville) le 16 novembre 1783, mort à Ronda (Espagne, province de Malaga) le 21 mai 1820, était un matador espagnol.

## Biographie
Curro Guillén était le troisième d’une dynastie de matadors, commencée par Francisco Herrera son grand-père, contemporain de Pedro Romero, et poursuivie par son père, Francisco Herrera Guillén. Ses oncles maternels (Cosme Rodríguez et José María Rodriguez) étaient banderilleros ; son grand-père maternel était l’oncle de « Costillares ». 
Il nait à Utrera, mais avant qu’il ait cinq ans, sa famille va s’installer à Séville. Dès son plus jeune âge, il manifeste le désir d’être matador : il torée « de salon », accomplissant toutes les phases de la lidia devant un « taureau fantôme ». Alors qu’il n’a que quinze ans, il constitue une « cuadrilla infantil » qui remporte nombre de succès dans toute la région de Séville.
Il prend l’alternative à Séville le 22 juin 1799, avec comme parrain Jerónimo José Candido, alternative qu’il confirme à Madrid le 3 septembre suivant.
En 1811, en raison de son opposition marquée à l’occupation française, il quitte l’Espagne et s’établit à Lisbonne au Portugal. Il poursuit alors sa carrière et devient une véritable idole en pays lusitanien.
En 1814, il retourne en Espagne et poursuit une carrière triomphale, jusqu’à sa mort en 1820.
Le 21 mai 1820, il est annoncé dans les arènes de Ronda, aux côtés d’un autre sévillan, Leoncillo, pour affronter des taureaux de José Rafael Cabrera. À cette époque, les deux « capitales » de la tauromachie sont Ronda et Séville, les matadors originaires de ces deux villes imposant chacun le style de toreo propre à leur ville d’origine. Cette rivalité était exacerbée chez certains spectateurs qui se comportaient plus en « supporters » modernes qu’en « aficionados », aussi les deux sévillans furent-ils accueillis lors du paseo par des marques d’hostilité de la part d’une certaine partie du public. Selon la légende, alors que Curro Guillén se préparait à l’estocade, un certain Manfredi, « líder » d’un groupe de spectateurs particulièrement hostiles, l’interpella bruyamment : « Monsieur Curro, pourrons nous vous voir faire un peu plus d’efforts ? » Le matador interpellé chercha du regard le provocateur sur les gradins. Celui-ci l’interpella de nouveau : « Allez vous recevoir ce petit taureau ? » Peut-être ce Manfredi n’a-t-il jamais existé ; peut-être le climat d’hostilité qui régnait sur les gradins fut-il exagéré par les « supporters » sévillans. Toujours est-il que Curro Guillén estoqua précipitamment le taureau qui lui planta sa corne dans la cuisse droite, puis le précipita contre la barrière et le reprit alors sur sa corne gauche. Juan León se précipita à son secours, et fut lui-même encorné par le taureau avec sa corne droite. Les deux matadors restèrent plusieurs secondes suspendus chacun à une corne, avant d’être jetés au sol par le taureau. Juan León ne fut que très légèrement blessé, mais très gravement atteint, Curro Guillén devait expirer à l’infirmerie quelques minutes plus tard.
Selon la tradition, Curro Guillén aurait été enterré sous le sable de la plaza qui l’avait vu mourir. Il a longtemps été admis que ce n’était qu’une légende, mais lors de travaux de rénovation des arènes dans les années 1990, on découvrit un corps enterré sous la piste, permettant de supposer que le malheureux sévillan a réellement été enterré en terre rondeña.